# Цобио (Тренто)
Цобио је насеље у Италији у округу Тренто, региону Трентино-Јужни Тирол.
Према процени из 2011. у насељу је живело 65 становника. Насеље се налази на надморској висини од 770 м.